# Rucker Ridge
Rucker Ridge (synonym: Rücker Ridge) ist ein hoher Gebirgskamm im ostantarktischen Viktorialand. In der Royal Society Range bildet er östlich des Mount Rucker die Wasserscheide zwischen dem Radiant-Gletscher und dem Walcott-Gletscher.
Wissenschaftler einer von 1960 bis 1961 durchgeführten Kampagne im Rahmen der Victoria University’s Antarctic Expeditions benannten ihn Anlehnung an den gleichnamigen Berg. Dessen Namensgeber ist der Physiker Arthur William Rucker (1848–1915), Ehrensekretär der Royal Society.